# Слідство ведуть ЗнаТоКі. Пішов і не повернувся
«Слідство ведуть ЗнаТоКі. Пішов і не повернувся» — радянський детективний телевізійний художній фільм 1980 року, справа п'ятнадцята із циклу фільмів «Слідство ведуть ЗнаТоКі».

## Сюжет
Знаменський і Кібріт розслідують справу про розкрадання на фарбувальній фабриці в провінційному містечку. До міліції приходить дружина начальника сушильного цеху Миловидова і заявляє, що її чоловік, який напередодні публічно звинуватив начальника складу готової продукції Горобця в причетності до розкрадань, ввечері вирушив додому до Горобця і не повернувся. Горобець раніше судимий, запальний, у нього в сараї знаходять закривавлену сорочку, яку Миловидова впізнає як таку, що належить її чоловікові. Сусіди розповідають, що чули крик про допомогу. Горобця заарештовують за підозрою у вбивстві Миловидова, хоча тіло і не знайдено.
Кібріт вдається виявити, куди саме збували надлишки продукції фабрики. Вивчення зразків дозволяє встановити механізм розкрадання: при фарбуванні та сушінні тканин працівники навмисно вибирали режими, що призводить до підвищеного відбракування, а брак, що підлягає утилізації, йшов на завод з виробництва іграшок, де з нього виготовляли одяг для «лівих» ляльок. Тепер у слідства є всі підстави підозрювати в організації злочину зниклого Миловидова. Горобець же в грабунку не замішаний, а значить і мотиву для вбивства у нього немає. На допитах він заперечує вбивство, але визнає, що отримував по п'ятдесят рублів на місяць за те, щоб не звертати уваги на дива з продукцією. Найретельніший обшук в його будинку не знаходить жодних слідів злочину, який нібито там стався. Стає ясно, що «зникнення» Миловидова підлаштовано ним самим. У маленькому містечку важко щось приховати; дуже швидко міліція отримує відомості, що Миловидова періодично відлучається кудись з дому.
З Горобця знімають підозру у вбивстві й звільняють. Він згадує, що наступного дня після зникнення Миловидова бачив, як його дружина ходила в прилегле село; там живуть її родичі, але зараз вони у від'їзді. Горобець передбачає, що вона ходила на побачення. Томін відразу ж відправляється туди й знаходить нібито «убитого» інженера, який дійсно є організатором розкрадань.
Версія слідства виявляється вірною: Миловидов організував розкрадання, а після початку слідства за допомогою дружини імітував своє вбивство, щоб, перечекавши, сховатися з грошима, вирученими злочинним шляхом. Цілком очевидно, що дружина була в курсі справ чоловіка та активно допомагала йому, але Миловидов бере все на себе, так що залучити Миловидову до відповідальності неможливо. Чоловік і дружина прощаються в кабінеті у Знаменського. Миловидов не розраховує, що його будуть чекати.

## У ролях
- Георгій Мартинюк —  Павло Павлович Знаменський (Пал Палич), слідчий, майор міліції
- Леонід Каневський —  Олександр Миколайович Томін (Шурик), старший інспектор карного розшуку, майор міліції
- Ельза Леждей —  Зінаїда Янівна Кібріт (Зіночка), експерт-криміналіст, капітан міліції
- Наталія Гундарєва —  Олена Дмитрівна Миловидова
- Олександр Михайлов —  Сергій Іванович Миловидов, інженер на фарбувальній фабриці, чоловік Олени
- Михайло Державін —  Ілля Петрович Валетний, співробітник відділу технічного контролю фабрики
- Олександр Пашутін —  Олександр Кіндратович Горобець, комірник на фарбувальній фабриці
- Федір Валіков —  Петро Іванович Зурін

## Знімальна група
- Режисер — В'ячеслав Бровкін
- Сценаристи — Олександр Лавров, Ольга Лаврова
- Оператор — Владислав Єфімов
- Композитор — Марк Мінков
- Художник — Володимир Ликов